# Quercus schneideri
Quercus schneideri là một loài thực vật có hoa trong họ Cử. Loài này được Vierh. miêu tả khoa học đầu tiên năm 1912.